# Sagan om ringen: Maktens ringar
Sagan om ringen: Maktens ringar är en fantasy-TV-serie, fritt baserad på J.R.R. Tolkiens universum. Den utvecklades av J.D. Payne och Patrick McKay för streamingtjänsten Amazon Prime Video, och utspelar sig i Midgårds andra tidsålder, före händelserna i Sagan om ringen. Serien är producerad av Amazon Studios i samarbete med Tolkien Estate, Trust, Harper Collins och New Line Cinema.
Serien är främst baserad på appendixet från Sagan om ringen, vilket innehåller en diskussion om andra åldern. Av rättighetsskäl är serien inte en direkt fortsättning av Sagan om ringen- och Hobbit-trilogierna.

## Rollista (i urval)
| - Cynthia Addai-Robinson – Míriel - Robert Aramayo – Elrond - Owain Arthur – Durin IV - Maxim Baldry – Isildur - Nazanin Boniadi – Bronwyn - Morfydd Clark – Galadriel - Ismael Cruz Córdova – Arondir | - Charles Edwards – Celebrimbor - Trystan Gravelle – Pharazôn - Lenny Henry – Sadoc Burrows - Markella Kavenagh – Elanor "Nori" Brandyfoot - Peter Mullan – Durin III - Lloyd Owen – Elendil - Dylan Smith – Largo Brandyfoot |

## Produktion
Amazon köpte TV-rättigheterna till Sagan om ringen för 256 miljoner USD i november 2017, och utlovade en produktion på fem säsonger värt minst en miljard USD, vilket gör serien till den dyraste TV-serien som någonsin gjorts. Payne och McKay anställdes för att utveckla serien i juli 2018, med resten av det kreativa teamet bekräftat ett år senare.
Rollsättning för den stora ensemblen ägde rum runt om i världen och inspelningen av den första säsongen ägde rum på Nya Zeeland där den ursprungliga filmtrilogin gjordes, från februari 2020 till augusti 2021 med ett produktionsuppehåll på flera månader under den tiden på grund av covid-19-pandemin.
Den första säsongen med åtta avsnitt hade premiär på Prime Video den 2 september 2022. En andra säsong beställdes formellt i november 2019. Amazon meddelade i augusti 2021 att inspelningar för framtida säsonger skulle äga rum i Storbritannien.
Den andra säsongen fick premiär den 29 augusti 2024.

## Mottagande
Maktens ringar fick ett gott mottagande från kritiker med alltifrån medelbetyg till toppbetyg.
Andra säsongen mottogs än bättre än den första.
Första säsongen sågs av 100 miljoner tittare jämfört med den konkurrerande TV-serien House of the Dragon på HBO som såg av 10 miljoner tittare.

### Kritik
Maktens ringar har fått massiv kritik av fans till Peter Jacksons Sagan om ringen-trilogi, nästan uteslutande i online forum och kommentarsfält. Kritiken rör främst att skaparna introducerat mångkultur i redan tidigare existerande monokulturer (såsom dvärgar med svart hy). Kritiken var ganska enkelspårig och bestod till största del enbart av rasistiska kommentarer, enligt många journalister och skådespelarna i serien som blev trakasserade. Kritik har också riktats till att skaparna valt att framhäva kvinnliga karaktärer och att de modifierat och skrivit om J.R.R. Tolkiens ursprungliga vision och källmaterial, samt även ändrat och anpassat i källmaterialets kronologi. Skaparna bakom serien har svarat på kritiken med att de inte kan bry sig mindre om petitesser som hudfärg och kön.